# Імператор Камму

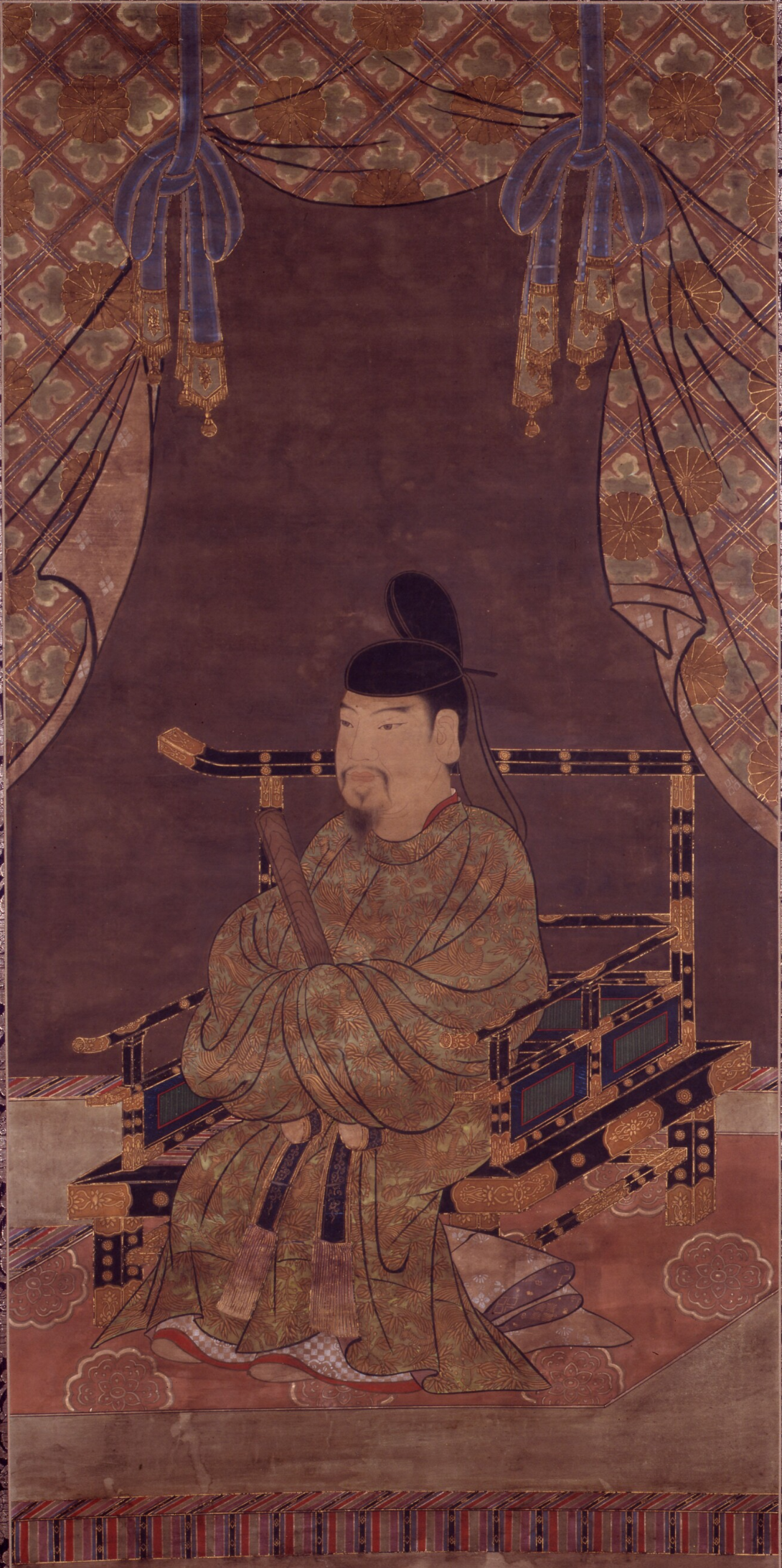
Імператор Камму

Імператор Ка́мму (яп. 桓武天皇, かんむてんのう, канму тенно; 737 — 30 березня 806) — 50-й Імператор Японії, синтоїстське божество. Роки правління: 30 квітня 781 — 30 березня 806. Останній імператор періоду Нара і перший імператор періоду Хейян. Відомий також як імператор Касівабара.

## Традиційна розповідь
Справжнім ім'ям Камму було Ямабе (山部). Він був наймолодшим сином Принца Ширакабе (У майбутньому — Імператор Конін) та народився до сходження Сіракабе на трон. Згідно з Сьоку Ніхонґі (続日本紀), мати Ямабе, Ямато но Нігаса була потомком у 10 поколінні Мурьона, 25-го короля Пекче.
781 року після зречення батька зійшов на трон за підтримки Фудзівара но Момокави, який не допустив до влади принца Осабе, якого підтримувала Іноуе, вдова імператора Коніна. Осабе і Іноуе було арештовано, але через 3 роки вони були вбиті чи змушені до самогубства.
Призначив свого брата — принца Савару — своїм спадкоємцем. 782 року зіткнувся з заколотом Хігамі но Кавацугі, праонука імператора Темму. Повстанню фактично сприяв лівий міністр Фудзівара но Уона. 
Бажаючи вирватися з-під опіки буддистських монастирів, які щільно облягали столицю Нара, імператор наказав у 784 році збудувати нову столицю у місті Наґаока-кьо. Але у зв'язку із затягуванням будівництва, інтригами аристократії (вбивство архітектора Фудзівара но Танецугу) та природними катаклізмами (затоплення половини міста), план перенесення столиці до Наґаока провалився. 785 року позбавив принца Савара, якого разом з Отомо Якамоті було викрито у змові з метою повалення імператора, титулу спадкоємця, запроторено до храму Отокунидера, де той оголосив голодування. Тоді Саварі було правлено у вигнання на острів Авадзі, на шляху до якого той помер. Новим спадкоємцем було оголошено сина імператора — принца Ате.
У жовтні 788 року відправив сейї-сьоґуна Кі но Косамі для придушення повстання емісі на чолі із Оцукою Атеруі на півночі Хонсю. Проте імператорське військо 789 року зазнало тяжкої поразки. До цього додалася потужна посуха, яка викликало голод у 790 році. Почалася також епідемія віспи. Невдовзі захворів принц Ате.  Всё лето и осень 792 г. шли про лив ные до ж ди, р. Кацу ра ка ва вы шла из бе ре гов и за то пи ла стройк у но вой сто ли цы в Нагао ка. Это тоже при пи са ли мес ти духа прин ца Сава ра
У 790 року ключовий вплив на державні справи набув Фудзівара но Цуґінава. 791 року було відновлено війну з емісі, для чого призначено Отомо но Отомаро на нову посаду  сейї-тайсьоґуна. Війна з перемінним успіхом тривала до 795 року. В цей період у 792 році Камму скасував військову повинність, замінивши її системою, згідно з якою кожна провінція формувала ополчення з місцевої шляхти, однак ця система послабила повноваження імператора та призвела до поширення приватних армій. 
Усе літо та осінь 792 року йшли зливи, річка Кацуракава вийшла з берегів і затопила будівництво нової столиці в Нагаока. Це приписали помсти духа (онрьо) принца Савара. 
У 794 році Камму переніс столицю до міста Хейан-кьо, проте її зведення сильно вдарило по імператорській скарбниці. Того ж року Камму відправив Сайтьо разом із групою ченців до імперії Тан, щоб вивчати буддизм і переймати передовий цивілізаційний досвід. 796 року після смерті Цуґінави зміг усунути від контролю над державним управління рід Фудзівара.
797 року розпочав нову війну проти емісі, призначивши сейї-тайсьоґуном Саканоуе но Тамурамаро. Війна тривала до 802 року, коли супротивнику було завдано ніщивної поразки, а вожді емісі Оцука Атеруй і Іватомо Море здалися під особисту обіцянку безпеки від Тамурамаро. Проте імператор зламав цю обіцянку, наказавши стратити полонених вождів.
799 року за наказом імператора було започатково створення праці «Сінсен Сьодзірок» для належного відстеження родоводів аристократичних кланів. Працю вдалося завершити вже після смерті Камму у 815 році. У 804 році за наказом імператора Камму, молодого ченця Кукая, разом із групою стажерів, було відрядженно на навчання до імперії Тан.
800 року імператор Камму посмертно надав своєму померлому братові Саварі титул імператора Судо. Тим самим указом титул імператриці було надано покійній дружині імператора Конін — Іноуе.
У Камму було 16 імператриць і дружин, які народили його 32 дитини. Трон 806 року після смерті Камму успадкував принц Ате, відомий як імператор Хейдзей.